# Martínez del Río
Pour les articles homonymes, voir Del Rio.
La famille Martínez del Río est une famille mexicaine connue, dont plusieurs membres ont eu un rôle politique, économique ou social important au Mexique, depuis l'indépendance et jusqu'à aujourd'hui. L'influence de cette famille dans l'histoire mexicaine a été telle que l'université du Texas à Austin a publié un livre sur cette famille pour enseigner l'histoire du Mexique.
Les archives historiques de la famille contiennent presque 60 000 documents qui ont été classés par Carlos Martinez del Rio, l'arrière-petit-fils de Jose Pablo Martinez del Rio et donnés en 2006 par Ana Cristina, la fille de Carlos au centre de l'histoire mexicaine (CEHM) Condumex. Les archives concernent plus de trois cents ans d'antécédents familiaux (de 1569 à 1989).
La famille a également, au cours du XIXe siècle, prêté d'importantes sommes d'argent au gouvernement de l'Équateur, afin de l'aider à poursuivre son projet de formation d'une Grande Colombie indépendante (ex-colonie espagnole).